# Bohdan Butkò
Bohdan Butkò (en ucraïnès: Богда́н Євге́нович Бутко́; Donetsk, Unió Soviètica, 13 de gener de 1991) és un futbolista ucraïnès. Exerceix com a defensor en l'Amkar Perm del futbol rus.

## Internacional
Ha estat internacional amb la selecció de futbol d'Ucraïna en 18 ocasions.

### Participacions en Eurocopas
| Copa                                     | Seu               | Resultat      |
| ---------------------------------------- | ----------------- | ------------- |
| Campionat Europeu de la UEFA Sub-19 2009 | Ucraïna           | Campió        |
| Eurocopa Sub-21 2011                     | Dinamarca         | Fase de grups |
| Eurocopa 2012                            | Polònia · Ucraïna | Fase de grups |
| Eurocopa 2016                            | França            | Fase de grups |